# Инарки
Инарки́ (ингуш. Инаркъе) — село в Малгобекском районе Республики Ингушетия.
Образует муниципальное образование сельское поселение Инарки как единственный населённый пункт в его составе.

## География
Село расположено на севере Ингушетии, у западной границы Алханчуртской долины, на северном склоне Сунженского хребта (южнее, на границе Ингушетии и Северной Осетии, расположена вершина Мусакай, 872,5 м, северо-западнее, в качестве одного из отрогов Сунженского хребта — гора Арик-Папца, 510,9 м). Ближайший относительно крупный водный объект находится западнее — небольшая пересыхающая речка Журуко. На востоке, через село Пседах, также протекает небольшая пересыхающая река, носящая одноимённое название — Пседах.
Ближайшие населённые пункты: на северо-востоке — селение Сагопши и райцентр Малгобек, на севере — также территория городского округа город Малгобек, на востоке — село Пседах (фактически смыкается с селением Инарки в единый жилой массив), на юго-востоке — село Гейрбек-Юрт, на юге — село Батако (Северная Осетия), на западе — село Хурикау (Северная Осетия), на северо-западе — село Нижний Курп (Кабардино-Балкария).

## История
Характеристика села (с. «Кескемъ (Кискемъ)») по состоянию на 1874 год: «между речками Пседах и Журука», 195 домов, 1146 жителей (625 мужского пола и 521 женского пола), проживают ингуши (мусульмане-сунниты).
В 1944 году после депортации чеченцев и ингушей и упразднения Чечено-Ингушской АССР селение Кескем (Верхний Кескем) было переименовано в Советское.
В 1977 году Указом Президиума ВС РСФСР село Советское было переименовано в Инарки.

## Население
| 1926  | 2002  | 2006  | 2007  | 2008  | 2009  | 2010  |
| ----- | ----- | ----- | ----- | ----- | ----- | ----- |
| 1805  | ↗7152 | ↗7447 | ↗7523 | ↗7606 | ↗7729 | ↘5885 |
| 2011  | 2012  | 2013  | 2014  | 2015  | 2016  | 2017  |
| ↗5902 | ↗6044 | ↗6164 | ↗6297 | ↗6514 | ↗6611 | ↗6717 |
| 2018  | 2019  | 2020  | 2021  | 2023  | 2024  | 2025  |
| ↗6803 | ↗6911 | ↗7057 | ↗7383 | ↗7471 | ↗7546 | ↗7625 |

Национальный состав
По данным Всероссийских переписей населения 2002 года и 2010 года:
| Год переписи | 2002           | 2010           |
| ------------ | -------------- | -------------- |
| ингуши       | 6443 (90,09 %) | 5849 (99,39 %) |
| чеченцы      | 671 (9,38 %)   | 14 (0,24 %)    |
| другие       | 38 (0,53 %)    | 22 (0,37 %)    |